# Steve Russell
Steve Russell (ur. 1937 w Hartford w stanie Connecticut) – amerykański programista i projektant gier komputerowych, znany jako autor pierwszego interpretera Lisp oraz gry Spacewar!.
Jeszcze jako student Massachusetts Institute of Technology w 1959 roku, pracując z Johnem McCarthym nad sztuczną inteligencją, stworzył pierwszy interpreter języka programowania Lisp dla komputera IBM 704. Z inspiracji powieściami science fiction na komputerze PDP-1 Russell skonstruował w 1961 roku grę komputerową Spacewar!, uznawaną za jedną z pierwszych gier wideo.
Po studiach pracował jako programista dla różnych przedsiębiorstw.